# Манкусо, Джанлука
Джанлука Манкусо (исп. Gianluca Mancuso; 3 февраля 1998, Буэнос-Айрес) — аргентинский футболист, опорный полузащитник клуба «Бадахос».
Отец Джанлуки, Алехандро — известный аргентинский футболист, участник чемпионата мира 1994 года.

## Клубная карьера
Манкусо — воспитанник клуба «Велес Сарсфилд». 16 апреля 2017 в матче против «Олимпо» он дебютировал в аргентинской Примере.
18 августа Джанлука подписал арендное соглашение с итальянской «Фоджей» на два года с правом выкупа, но уже неделю спустя было объявлено, что аргентинца в клубе не будет.

## Международная карьера
В 2015 году Манкусо принял участие в юношеском чемпионате Южной Америки в Парагвае. На турнире он сыграл в матчах против команд Боливии, Бразилии, Парагвая, Колумбии, Уругвая и дважды Эквадора.
В том же году Джанлука принял участие в юношеском чемпионате мира в Чили. На турнире он сыграл в матчах против команд Германии, Мексики и Австралии.

## Достижения
Международные
 Аргентина (до 17)
- Юношеский чемпионат Южной Америки — 2015